# Hawaiigås
Hawaiigås (latin: Branta sandvicensis), også kaldet nēnē, er en andefugl, der lever på Hawaii.